# كارين أوبرهوفر
كارين أوبرهوفر (بالإيطالية: Karin Oberhofer)‏ هي لاعبة بياثلون إيطالية ولدت في يوم 3 نوفمبر 1985 في بريكسن في إيطاليا. أبرز إنجازاتها هو فوزها بالميدالية البرونزية في دورة الألعاب الأولمبية الشتوية 2014 في سوتشي. كما فازت بثلاثة ميداليات برونزية في بطولات العالم.